# Cypripedium debile
Cypripedium debile é uma espécie de orquídea terrestre, família Orchidaceae, que habita o Japão, Singapura e China.